# Receptor superheterodino
En electrónica, un receptor superheterodino es un receptor de ondas de radio que utiliza un proceso de mezcla de frecuencias o heterodinación para convertir la señal recibida en una señal de frecuencia intermedia fija, que puede ser más convenientemente elaborada (filtrada y amplificada) que la frecuencia de radio de la portadora original lo que proporciona un nivel fijo de sensibilidad y selectividad. Prácticamente todos los receptores modernos de radio y televisión utilizan el principio superheterodino.

## Historia
«Superheterodino» es una contracción de "supersónico heterodino", donde "supersónico" indica las frecuencias por encima del rango del oído humano. La palabra heterodino se deriva de las raíces griegas hetero- "diferentes", y -dina "poder". En las aplicaciones de radio el término deriva del "detector heterodino" desarrollado por el inventor canadiense Reginald Fessenden en 1907, describiendo su método propuesto para producir una señal audible de las transmisiones del código Morse de un transmisor de tipo alternador Alexanderson. Con los transmisores de hueco de chispa, entonces en uso, el código de la señal Morse consistía en ráfagas cortas de una onda portadora modulada en gran medida, que podría ser escuchada claramente como una serie de chirridos cortos o zumbidos en los auriculares del receptor. Sin embargo, la señal de un alternador Alexanderson no tenía ningún tal modulación inherente y el Código Morse de uno de ellos sólo podía ser oído como una serie de clics o chinchetas. La idea de Fessenden era utilizar dos alternadores Alexanderson, uno produciendo una frecuencia portadora 3 kHz más alta que la otra. En el detector del receptor, las dos portadoras podrían batir conjuntamente para producir un tono de 3 kHz, aunque en los auriculares las señales morse entonces serían escuchadas como una serie de pitidos de 3 kHz. Por esto, acuñó el término "heterodino" que significa "generada por una diferencia" (en la frecuencia).

## Características
El receptor superheterodino lleva a cabo casi toda la amplificación de la frecuencia constante denominada frecuencia intermedia, o FI, utilizando una frecuencia fija, con lo que se consiguen ajustes más precisos en los circuitos y se aprovecha todo lo que puede dar el componente utilizado (válvula termoiónica, transistor o circuito integrado). Fue inventado en 1917 por Edwin Howard Armstrong, inventor también del circuito regenerativo, del receptor superregenerativo y de la radiodifusión de frecuencia modulada (FM).
En los receptores domésticos de AM (Amplitud Modulada), la frecuencia intermedia es de 455 o 470 kHz; en los receptores de Frecuencia modulada (FM), generalmente es de 10,7 MHz. Los receptores superheterodinos mezclan o heterodinan una frecuencia generada en un oscilador local (Floc), contenido en el receptor, con la señal entrante en antena (Fant). De esta heterodinación resultan dos frecuencias: una superior (Fant + Floc) y otra inferior (Floc - Fant) a la frecuencia entrante. Una de ellas, normalmente la inferior, es elegida como FI (frecuencia intermedia), filtrada con un filtro de alto Q factor de calidad, amplificada y posteriormente detectada o demodulada para obtener la audiofrecuencia que se oirá, después de ser convenientemente amplificada, a través de un altavoz (parlante). El usuario sintoniza el receptor mediante el ajuste de la frecuencia del oscilador local (Floc) y la sintonización de las señales entrantes (Fant).
En la mayoría de los receptores estos ajustes se realizan de forma simultánea, actuando sobre un capacitor variable con dos secciones en tándem, esto es, acopladas en el mismo eje. Una de las secciones de este condensador forma parte del circuito oscilador local y la otra del de sintonía de la señal entrante, de tal forma que cuando se varía la frecuencia sintonizada en la entrada, se varía también la frecuencia del oscilador local, manteniendo constante la diferencia entre ambas, que es la frecuencia intermedia (FI). A este efecto se lo denomina "arrastre".
Actualmente, casi todos los receptores utilizan este método. El diagrama siguiente muestra los elementos básicos de un receptor superheterodino de conversión simple. En la práctica no todos los diseños tendrán todos los elementos de este esquema, ni este cubre la complejidad de otros, pero los elementos esenciales, un oscilador local, un mezclador seguido por un filtro y un amplificador de FI, son comunes a todos los receptores superheterodinos.

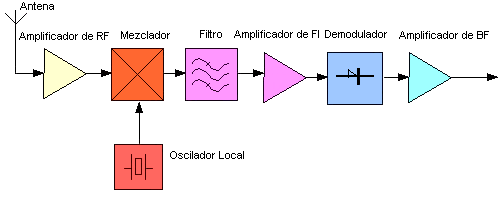
Diagrama de un receptor superheterodino típico

- En el receptor superheterodino el filtro/ amplificador de RF (radiofrecuencia) aísla la señal que deseamos recibir del resto de las señales que llegan a la antena. Este filtro pasabandas es genérico, por lo que tiene poca selectividad en frecuencia.
- El mezclador recorre el espectro en frecuencia de la señal filtrada, centrándolo alrededor de la “frecuencia intermedia” (fin).
- Para desplazar el espectro, el mezclador utiliza la componente de conversión ascendente o descendente (upconverter o downconverter), según convenga.
- El filtro de frecuencia intermedia aísla perfectamente la señal a demodular, ya que es un filtro de alta selectividad en frecuencia.
- El detector demodula la señal de frecuencia intermedia (es decir, recupera el espectro de la señal original) y el amplificador le da a la señal de salida la ganancia que necesita.

## Ventajas y desventajas del sistema
- La mayor parte del trayecto de la señal de radio ha de ser sensible solo a una estrecha gama de frecuencias. Solamente la parte anterior a la etapa conversora (la comprendida entre la antena y el mezclador) necesita ser sensible a una gama amplia de frecuencias.

Como ejemplo, en un receptor de AM podría necesitar ser eficiente en una gama de 1 a 30 MHz, mientras que el resto del receptor solo necesitaría una respuesta correcta a la FI, esto es a 460 o 470 kHz, según los casos.
- Otra ventaja es que se evitan los acoplamientos indebidos entre pasos por capacidades parásitas generadas por cables y pistas de circuito impreso, al usar una frecuencia constante.
- Una desventaja importante de estos sistemas es que existe la posibilidad de que se demodule la frecuencia imagen si no se conocen las normas que rigen el espacio radioeléctrico de una determinada zona geopolítica.

## Superheterodino de doble conversión
A veces, para superar obstáculos tales como el fenómeno denominado frecuencia imagen o respuesta imagen, se utiliza más de una FI. En tales casos, la primera parte del receptor debería ser sensible a una banda de 1 a 30 MHz, como en el caso anterior, la siguiente etapa a 5 MHz (1.ª FI) y la última a 50 kHz (2.ª FI). Se utilizan dos conversores y al receptor así diseñado se le denomina Superheterodino de doble conversión. Frecuentemente se elige como primera frecuencia intermedia 10,7 MHz, y como segunda 455 kHz. Para obtener 455 kHz desde los 10,7 MHz se mezcla la primera FI con una señal proveniente de un oscilador local fijo a 10,245 MHz. Esta frecuencia suele venir fijada por un cristal de cuarzo.
Existen, además, superheterodinos de triple y cuádruple conversión.

## Ventajas sobre sistemas anteriores
Los receptores de radiofrecuencia sintonizada, utilizados anteriormente, sufrían de falta de estabilidad de frecuencia y de una muy pobre selectividad radiofónica, dado que, incluso utilizando filtros con un alto Q factor de calidad, tenían un ancho de banda demasiado grande en la gama de las radiofrecuencias.
Los receptores superheterodinos tienen unas características superiores, tanto en selectividad como en estabilidad de frecuencia. Es mucho más fácil estabilizar un oscilador que un filtro, especialmente con la moderna tecnología de sintetizadores de frecuencia, y los filtros de FI pueden tener una banda de paso mucho más estrecha para un mismo factor Q que un filtro equivalente para RF (radiofrecuencia). Una FI fija, permite el uso de filtros de cristal en diseños muy críticos tales como los receptores de radioteléfonos, los cuales deben tener una selectividad extremadamente alta.

## Transmisores superheterodinos
La tecnología superheterodina también se aplica a los transmisores de radio. El diseño de un transmisor superheterodino es similar al del receptor, con la diferencia de que las etapas de la señal están dispuestas en un camino inverso.

## Diseños actuales
La tecnología de microprocesador permite reemplazar el diseño del receptor superheterodino por una arquitectura de radio definida por software, donde el procesamiento FI después del filtro inicial de FI se implementa en el software. Esta técnica ya está en uso en ciertos diseños, como los radios FM incorporados a teléfonos móviles, ya que estos sistemas ya tienen el microprocesador necesario.
Los transmisores de radio también pueden usar una etapa de mezcla para producir una frecuencia de salida, que funciona más o menos como el inverso de un receptor superheterodino.